# Rise Up (Cypress Hill)
Rise Up è l'ottavo album in studio del gruppo musicale statunitense Cypress Hill, pubblicato il 20 aprile 2010 dalla Priority Records.

## Descrizione
Si tratta del primo album di inediti dai tempi di Till Death Do Us Part, uscito nel 2004, e presenta svariate collaborazioni con altri artisti come i chitarristi Tom Morello e Daron Malakian, il rapper Mike Shinoda e Pitbull.

## Tracce
1. It Ain't Nothin' (feat. Young De) – 4:01
2. Light It Up – 3:17
3. Rise Up (feat. Tom Morello) – 3:50
4. Get It Anyway – 4:20
5. Pass the Dutch (feat. Evidence and The Alchemist) – 3:20
6. Bang Bang – 3:49
7. K.U.S.H. – 4:57
8. Get 'Em Up – 3:52
9. Carry Me Away (feat. Mike Shinoda) – 4:07
10. Trouble Seeker (feat. Daron Malakian) – 3:39
11. Take My Pain (feat. Everlast) – 3:37
12. I Unlimited – 4:24
13. Armed & Dangerous – 3:27
14. Shut 'Em Down (feat. Tom Morello) – 3:26
15. Armada Latina (feat. Pitbull and Marc Anthony) – 4:04